# Pijesak
Pijesak je prirodni granularni materijal sačinjen od fino razdijeljenih čestica stijena i minerala. Ako se odnosi na termin u geologiji, to je materijal čiji je dijametar od 0.0625 mm do 0.004 mm. Pijesak je najvećim dijelom sačinjen od silicijevog dioksida SiO2, najčešće u formi kvarca. Sastav pijeska je varijabilan i može sadržavati: muskovit, cirkon, rutil, apatit, granat, magnetit, turmalin, itd.
Pijesak se u prirodi najčešće može pronaći u pustinjama i pješčanim plažama. Pješčana plaža se naziva žalo. Najčešće nastaje drobljenjem tvrđih stijena u moru (valovi udaraju u obalu i odlamaju tvrđe stijene koje se djelovanjem mora dalje drobe i usitnjavaju dok se ne pretvore u pijesak). Usitnjeni pijesak morske struje nose i taloži se na plažama na kojima je brzina morske struje manja, te ne može dalje nositi pijesak. Povremeno ispred obale nastane pješčani otok koji se naziva sprud ili lido i obično je izdužen. Pješčani sprudovi se često spoje s obalom i tada zatvaraju morski zaljev koji se naziva laguna. Najpoznatije lagune su u području grada Venecije (grad je nastao na sprudovima koji su se formirali od pješčanih nanosa rijeke Po).
U pustinjama pijesak nastaje raspadom stijena pod utjecajem velikih dnevnih promjena temperature (u pustinji dnevna temperatura doseže preko 40 0C, a noćna pada ispod 0 0C). Čestice pijeska su lagane, te ih nosi vjetar (eolski procesi). Često nastaju pješčane oluje koje mogu nositi pijesak na velike udaljenosti. Dok vjetar nosi pijesak, on struže po stijenama, te često nastaju neobični oblici (pustinjske gljive). Na mjestima gdje vjetar slabi, pijesak se taloži, te nastaju dine.

## Vanjske poveznice
- Pijesak i šljunak Hrvatska tehnička enciklopedija, portal hrvatske tehničke baštine. LZMK